# Nationales Sinfonieorchester der Ukraine
Das Nationale Sinfonieorchester der Ukraine (ukrainisch Національний симфонічний оркестр України, kurz НСОУ oder international NSOU) ist ein in Kiew beheimatetes ukrainisches Sinfonieorchester.

## Geschichte
Das Orchester wurde 1918 gegründet. In sowjetischer Zeit wurde es als Staatliches Sinfonieorchester der Ukrainischen SSR bezeichnet. Es erhielt die Ehrentitel „verdientes“ (1964) und „akademisches“ Orchester (1976). Im Jahr 1994 errang es den Status „national“. Das Orchester spielte unter so berühmten Dirigenten wie Kurt Sanderling, Jewgeni Mrawinski, Leopold Stokowski, Igor Markevitch, Kirill Kondraschin, Jewgeni Swetlanow. Mit dem Orchester arbeiteten weltbekannte Solisten wie  Arthur Rubinstein, Isaac Stern, Yehudi Menuhin, Montserrat Caballé, Josep Carreras, Dawid Oistrach, Swjatoslaw Richter, Mstislaw Rostropowitsch, Gidon Kremer.
Seit 1999 ist Wolodymyr Sirenko künstlerischer Leiter und Chefdirigent des Orchesters. Heimstätte des Orchesters ist die Lyssenko-Konzerthalle der Nationalen Philharmonie der Ukraine. Das Orchester wurde zwei Mal für Grammy Awards nominiert: 2005 mit einer Einspielung von Walentyn Sylwestrows Requiem for Larissa, 2009 mit einer Aufnahme der Violinkonzerte von Ernest Bloch und Benjamin Lees. 2017 unternahm das Orchester eine USA-Tournee mit 44 Konzerten.

## Die Namen der Chefdirigenten
- Oleksandr Horilyj
- Michail Kannerstein
- Peter Herman Adler
- Natan Rachlin
- Konstantin Simeonow
- Stepan Turtschak
- Wolodymyr Koschuchar
- Igor Blaschkow
- Wolodymyr Sirenko